# Emre Can
Emre Can (Frankfurt am Main, 12 januari 1994) is een Duits voetballer die doorgaans als defensieve middenvelder speelt. Hij verruilde Juventus in juli 2020 voor Borussia Dortmund, dat hem in januari 2020 al een half seizoen huurde met een optie tot koop. Can debuteerde in 2015 in het Duits voetbalelftal.

## Clubcarrière

### Bayern München
Can debuteerde in het betaalde voetbal op 12 augustus 2012 voor Bayern München, in een met 2–1 gewonnen DFL-Supercupwedstrijd tegen rivaal Borussia Dortmund. Hij mocht aan de wedstrijd beginnen en werd in de 70e minuut vervangen door Holger Badstuber. Zijn competitiedebuut maakte Emre Can op 13 april 2013, tegen 1. FC Nürnberg. Hij speelde in totaal zeven wedstrijden voor Bayern München. Zijn enige doelpunt voor de Duitse club scoorde hij op 27 april, tegen SC Freiburg. Dat doelpunt bleek de enige van de wedstrijd te worden. Bayern München won de Champions League, maar Can speelde niet in het miljoenenbal.

### Bayer 04 Leverkusen
In de zomer van 2013 verruilde Can München voor Bayer 04 Leverkusen. Bayern München had de mogelijkheid om Can elk jaar voor een bepaald bedrag terug te kopen. Can debuteerde voor Bayer Leverkusen tegen Schalke 04 op 31 augustus 2013, door tien minuten voor tijd Stefan Reinartz te vervangen. Can kon de 2-0 verlies echter niet tegenhouden. Op 17 september speelde Can zijn eerste Europese wedstrijd, op bezoek bij Manchester United (4-2 verlies). Hij scoorde voor het eerst in het shirt van Bayer Leverkusen op 26 oktober. Can speelde slechts één seizoen voor Bayer 04 Leverkusen, waarin hij 39 wedstrijden speelde. Hij was betrokken bij negen doelpunten, waarvan vijf assists.

### Liverpool
Op 5 juni 2014 maakte Liverpool bekend rond te zijn met Bayer Leverkusen over een transfersom van €12.000.000,-. De eerste officiële wedstrijd van Can bij Liverpool werd gespeeld op 25 augustus tegen Manchester City. Hij kwam een kwartier voor tijd Joe Allen vervangen. De wedstrijd werd verloren. Na een enkelblessure startte Can op 19 oktober weer voor het eerst in de basis, uit tegen Queens Park Rangers. Op 8 november 2014 scoorde Can zijn eerste doelpunt voor 'The Reds'. Zijn doelpunt was het openingsdoelpunt tegen Chelsea, maar later incasseerde Liverpool nog twee treffers, waardoor er 1-2 verloren werd. In zijn eerste seizoen bij Liverpool kwam Can tot 40 wedstrijden, waarin hij één keer scoorde, en één assist gaf. Op 8 oktober 2015 kreeg Liverpool een nieuwe trainer: Jürgen Klopp. Onder hem speelde Can weer vooral als middenvelder, niet als verdediger zoals hij speelde onder Brendan Rodgers. De voetballer scoorde ook het eerste Liverpool-doelpunt onder zijn landgenoot, in het Europa League-duel met Roebin Kazan.
Het seizoen begon niet slecht voor Liverpool. Door de thuiswedstrijd tegen Watford op 6 november 2016 te winnen, was Liverpool even koploper van de Premier League. Emre Can scoorde in die 6-1 overwinning. Liverpool eindigde het seizoen op de vierde plaats, mede dankzij een winnend doelpunt van Can tegen (opnieuw) Watford, een paar speelrondes voor het einde. Hij scoorde met een omhaal. Daarmee won hij de 'Carling Goal of the Season' voor mooiste Premier League-doelpunt van het seizoen. Door de vierde plaats in het seizoen 2016/17 deed Liverpool mee aan de Champions League play-offs in het seizoen daarop. Daar was Hoffenheim, de nummer vier van de Duitse competitie, de tegenstander. In de terugwedstrijd op Anfield scoorde Can twee keer, waarmee hij bijdroeg aan een 6-3 overwinning over twee wedstrijden. Aan het eind van het seizoen had hij last van een rugblessure, maar hij was op tijd fit voor de Finale UEFA Champions League 2018. Vlak voor tijd verving Can James Milner. Tegen Real Madrid werd er met 3-1 verloren.

### Juventus
Nadat het contract van Emre Can bij Liverpool op 1 juli 2018 afliep, pikte Juventus hem op met een vierjarig contract. Can debuteerde voor de Italiaanse club op 18 augustus 2018 tegen Chievo Verona; hij verving landgenoot Sami Khedira. Zijn eerste doelpunt voor Juventus scoorde Can tegen dezelfde club, vijf maanden later. Aan het einde van het seizoen werd hij kampioen van Italië en won hij de Supercoppa tegen AC Milan (1-0). Hij speelde 37 wedstrijden in zijn eerste seizoen en kwam daarin tot vier goals. 
In de zomer van 2019 kreeg Juventus een nieuwe trainer: Maurizio Sarri. Hij zette Emre Can niet op de lijst van Juventus-spelers voor de Champions League. Hij kwam vervolgens weinig aan spelen toe in de competitie en speelde slechts acht wedstrijden in een half jaar tijd.

### Borussia Dortmund
Door gebrek aan speeltijd werd Can de tweede seizoenshelft verhuurd aan de topclub uit zijn vaderland Duitsland, Borussia Dortmund. Dortmund had ook een optie tot koop in het huurcontract. Hij maakte op 8 februari 2020 met een doelpunt tegen Bayer Leverkusen zijn debuut voor Dortmund. De optie tot koop werd na enkele weken al gelicht door de Duitsers want op 18 februari 2020 werd Can definitief overgenomen voor het bedrag van ongeveer €25.000.000,-. De middenvelder tekende een contract tot medio 2024 en de koopovereenkomst trad in werking vanaf juli 2020.  In zijn eerste volledige seizoen bij Dortmund speelde hij veertig wedstrijden in alle competities, als defensieve middenvelder, rechtsback en centrale verdediger. Op 13 mei 2021 stond hij als middenvelder in de basis tijdens de finale van de DFB-Pokal tegen RB Leipzig, dat met 4-1 verslagen werd. 
In de zomer van 2023 werd Can de nieuwe aanvoerder van Borussia Dortmund. Op 1 juni 2024 stond hij als captain aan de aftrap tijdens de Champions League-finale tegen Real Madrid, dat met 2-0 won.

## Clubstatistieken
| Seizoen         | Club                | Competitie      | Competitie | Competitie | Beker | Beker | Internationaal | Internationaal | Totaal | Totaal |
| Seizoen         | Club                | Competitie      | Wed.       | Dlp.       | Wed.  | Dlp.  | Wed.           | Dlp.           | Wed.   | Dlp.   |
| --------------- | ------------------- | --------------- | ---------- | ---------- | ----- | ----- | -------------- | -------------- | ------ | ------ |
| 2012/13         | Bayern München      | Bundesliga      | 4          | 1          | 3     | 0     | 0              | 0              | 7      | 1      |
| 2013/14         | Bayer Leverkusen    | Bundesliga      | 29         | 3          | 3     | 1     | 7              | 0              | 39     | 4      |
| 2014/15         | Liverpool           | Premier League  | 27         | 1          | 9     | 0     | 4              | 0              | 40     | 1      |
| 2015/16         | Liverpool           | Premier League  | 30         | 1          | 5     | 0     | 14             | 1              | 49     | 2      |
| 2016/17         | Liverpool           | Premier League  | 32         | 5          | 8     | 0     | 0              | 0              | 40     | 5      |
| 2017/18         | Liverpool           | Premier League  | 26         | 3          | 2     | 0     | 10             | 3              | 38     | 6      |
| 2018/19         | Juventus            | Serie A         | 29         | 4          | 2     | 0     | 6              | 0              | 37     | 4      |
| 2019/20         | Juventus            | Serie A         | 8          | 0          | 0     | 0     | 0              | 0              | 8      | 0      |
| 2019/20         | → Borussia Dortmund | Bundesliga      | 12         | 2          | 1     | 0     | 2              | 0              | 15     | 1      |
| 2020/21         | Borussia Dortmund   | Bundesliga      | 28         | 1          | 6     | 1     | 6              | 0              | 40     | 2      |
| 2021/22         | Borussia Dortmund   | Bundesliga      | 24         | 5          | 1     | 0     | 3              | 0              | 28     | 5      |
| 2022/23         | Borussia Dortmund   | Bundesliga      | 27         | 2          | 4     | 1     | 7              | 0              | 38     | 3      |
| 2023/24         | Borussia Dortmund   | Bundesliga      | 25         | 2          | 2     | 0     | 11             | 0              | 38     | 2      |
| Carrière totaal | Carrière totaal     | Carrière totaal | 301        | 30         | 44    | 3     | 70             | 4              | 417    | 36     |

Bijgewerkt tot en met 23 juni 2024.

## Interlandcarrière
Can debuteerde op vrijdag 4 september 2015 in het Duits voetbalelftal. Hij speelde die dag tijdens een met 3–1 gewonnen EK-kwalificatiewedstrijd tegen Polen de volledige wedstrijd.
Can was aanvoerder van Duitsland –17, dat derde werd op het WK –17 in Mexico in 2011. Duitsland won zes van zijn zeven wedstrijden. In de halve finale tegen Mexico begon Can een solo vanaf de middenlijn. Hij passeerde drie Mexicaanse verdedigers en scoorde. Ondanks dat doelpunt verloor Duitsland met 2–3 en lag het uit het toernooi. Zijn toenmalig coach bij Duitsland –17, Steffen Freund, gaf hem de bijnaam "Skipper". Met het Duits elftal nam Can in 2016 deel aan het Europees kampioenschap voetbal in Frankrijk. Duitsland werd in de halve finale uitgeschakeld door Frankrijk (0–2), na in de eerdere twee knock-outwedstrijden Slowakije (3–0) en Italië (1–1, 6–5 na strafschoppen) te hebben verslagen. In juni 2017 nam Can met Duitsland deel aan de FIFA Confederations Cup 2017, die werd gewonnen door in de finale Chili te verslaan (1–0).
Emre Can scoorde zijn eerste doelpunt voor het Duitse nationaal elftal op 8 oktober in de WK-kwalificatie 2018, tegen Azerbeidzjan. Emre Can werd niet geselecteerd voor het WK 2018 in Rusland, mede door zijn blessures in het seizoen daarvoor. Twee dagen voorafgaand aan het EK 2024 werd Can door bondscoach Julian Nagelsmann opgeroepen voor het toernooi in eigen land als vervanger van Aleksandar Pavlović. Can scoorde in de openingswedstrijd tegen Schotland (5–1) en kwam enkel tegen Zwitserland niet in actie.
| Interlands van Emre Can voor Duitsland | Interlands van Emre Can voor Duitsland | Interlands van Emre Can voor Duitsland | Interlands van Emre Can voor Duitsland | Interlands van Emre Can voor Duitsland | Interlands van Emre Can voor Duitsland |
| №                                      | Datum                                  | Wedstrijd                              | Uitslag                                | Competitie                             | Goals                                  |
| Als speler bij Liverpool               | Als speler bij Liverpool               | Als speler bij Liverpool               | Als speler bij Liverpool               | Als speler bij Liverpool               | Als speler bij Liverpool               |
| -------------------------------------- | -------------------------------------- | -------------------------------------- | -------------------------------------- | -------------------------------------- | -------------------------------------- |
| 1.                                     | 4 september 2015                       | Duitsland – Polen                      | 3 – 1                                  | Kwalificatie EK 2016                   |                                        |
| 2.                                     | 7 september 2015                       | Schotland – Duitsland                  | 2 – 3                                  | Kwalificatie EK 2016                   |                                        |
| 3.                                     | 13 november 2015                       | Frankrijk – Duitsland                  | 2 – 0                                  | Vriendschappelijk                      |                                        |
| 4.                                     | 26 maart 2016                          | Duitsland – Engeland                   | 2 – 3                                  | Vriendschappelijk                      |                                        |
| 5.                                     | 29 maart 2016                          | Duitsland – Italië                     | 4 – 1                                  | Vriendschappelijk                      |                                        |
| 6.                                     | 4 juni 2016                            | Duitsland – Hongarije                  | 2 – 0                                  | Vriendschappelijk                      |                                        |
| 7.                                     | 7 juli 2016                            | Duitsland – Frankrijk                  | 0 – 2                                  | EK 2016                                |                                        |
| 8.                                     | 22 maart 2017                          | Duitsland – Engeland                   | 1 – 0                                  | Vriendschappelijk                      |                                        |
| 9.                                     | 6 juni 2017                            | Denemarken – Duitsland                 | 1 – 1                                  | Vriendschappelijk                      |                                        |
| 10.                                    | 10 juni 2017                           | Duitsland – San Marino                 | 7 – 0                                  | Kwalificatie WK 2018                   |                                        |
| 11.                                    | 19 juni 2017                           | Australië – Duitsland                  | 2 – 3                                  | Confederations Cup                     |                                        |
| 12.                                    | 22 juni 2017                           | Chili – Duitsland                      | 1 – 1                                  | Confederations Cup                     |                                        |
| 13.                                    | 25 juni 2017                           | Kameroen – Duitsland                   | 1 – 3                                  | Confederations Cup                     |                                        |
| 14.                                    | 29 juni 2017                           | Mexico – Duitsland                     | 1 – 4                                  | Confederations Cup                     |                                        |
| 15.                                    | 2 juli 2017                            | Chili – Duitsland                      | 0 – 1                                  | Confederations Cup                     |                                        |
| 16.                                    | 1 september 2017                       | Tsjechië – Duitsland                   | 1 – 2                                  | Kwalificatie WK 2018                   |                                        |
| 17.                                    | 5 oktober 2017                         | Noord-Ierland – Duitsland              | 1 – 3                                  | Kwalificatie WK 2018                   |                                        |
| 18.                                    | 8 oktober 2017                         | Duitsland – Azerbeidzjan               | 5 – 1                                  | Kwalificatie WK 2018                   | 81'                                    |
| 19.                                    | 10 november 2017                       | Engeland – Duitsland                   | 0 – 0                                  | Vriendschappelijk                      |                                        |
| 20.                                    | 14 november 2017                       | Duitsland – Frankrijk                  | 2 – 2                                  | Vriendschappelijk                      |                                        |
| Als speler bij Juventus                |                                        |                                        |                                        |                                        |                                        |
| 21.                                    | 13 oktober 2018                        | Nederland – Duitsland                  | 3 – 0                                  | Nations League 2018/19                 |                                        |
| 22.                                    | 9 september 2019                       | Noord-Ierland – Duitsland              | 0 – 2                                  | Kwalificatie EK 2020                   |                                        |
| 23.                                    | 9 oktober 2019                         | Nederland – Argentinië                 | 2 – 2                                  | Vriendschappelijk                      |                                        |
| 24.                                    | 13 oktober 2019                        | Estland – Duitsland                    | 0 – 3                                  | Kwalificatie EK 2020                   |                                        |
| 25.                                    | 19 november 2019                       | Duitsland – Noord-Ierland              | 0 – 3                                  | Kwalificatie EK 2020                   |                                        |

Bijgewerkt op 2 januari 2020.

## Erelijst
| Competitie            |                |                |                |                |
| Competitie            | Aantal         | Jaren          |                |                |
| Bayern München        | Bayern München | Bayern München | Bayern München | Bayern München |
| --------------------- | -------------- | -------------- | -------------- | -------------- |
| UEFA Champions League | 1×             | 2012/13        |                |                |
| Bundesliga            | 1x             | 2012/13        |                |                |
| DFB-Pokal             | 1×             | 2012/13        |                |                |
| DFL-Supercup          | 1×             | 2012           |                |                |
| Juventus              |                |                |                |                |
| Serie A               | 1×             | 2018/19        |                |                |
| Supercoppa Italiana   | 1×             | 2018           |                |                |
| Borussia Dortmund     |                |                |                |                |
| DFB-Pokal             | 1×             | 2020/21        |                |                |

| Competitie              | Winnaar   | Winnaar   | Runner-up | Runner-up | Derde     | Derde     |
| Competitie              | Aantal    | Jaren     | Aantal    | Jaren     | Aantal    | Jaren     |
| Duitsland               | Duitsland | Duitsland | Duitsland | Duitsland | Duitsland | Duitsland |
| ----------------------- | --------- | --------- | --------- | --------- | --------- | --------- |
| FIFA Confederations Cup | 1×        | 2017      |           |           |           |           |